# Reliefs de Khinis
Khinis est un site archéologique candidat à l'inscription sur la liste des monuments classés par l'UNESCO au nord de l'Irak dans le gouvernorat de Ninive (province), le site est actuellement sous le contrôle de la région autonome du Kurdistan irakien. Le site est connu pour ses reliefs datant de la période néo-assyrienne.

## Histoire
Le site est construit sous le règne de Sennachérib (705-681 av. J.-C.), afin de "célébrer la construction d'un système complexe de canaux dont le but était d'approvisionner en eau la capitale de l'empire, Ninive, et son arrière-pays", selon Daniele Morandi Bonacossi du Fonds mondial des monuments.
Toujours selon Daniele Morandi Bonacossi, "Khinnis présente une série de reliefs taillés dans la roche qui font face à la rivière Gomel, dont l'attribution à Sennachérib est confirmée grâce à une inscription qui raconte l'accomplissement du système hydraulique construit par le roi.
Le panneau principal représente Sennacherib avec les deux divinités majeures du panthéon assyrien, Ashur et sa femme Mulissu. Des inscriptions, des panneaux plus petits avec des personnages royaux, des lamassu (colosses taureaux ailés) et une fontaine marquent également le site. 
Après la chute de l'Empire assyrien, certains reliefs ont été remodelés (comme le fameux relief du cavalier à l'entrée du site), tandis que dans une phase ultérieure (premiers siècles de l'ère chrétienne) la falaise a été utilisée comme abri et zone funéraire par les communautés ascétiques vivant dans la région.

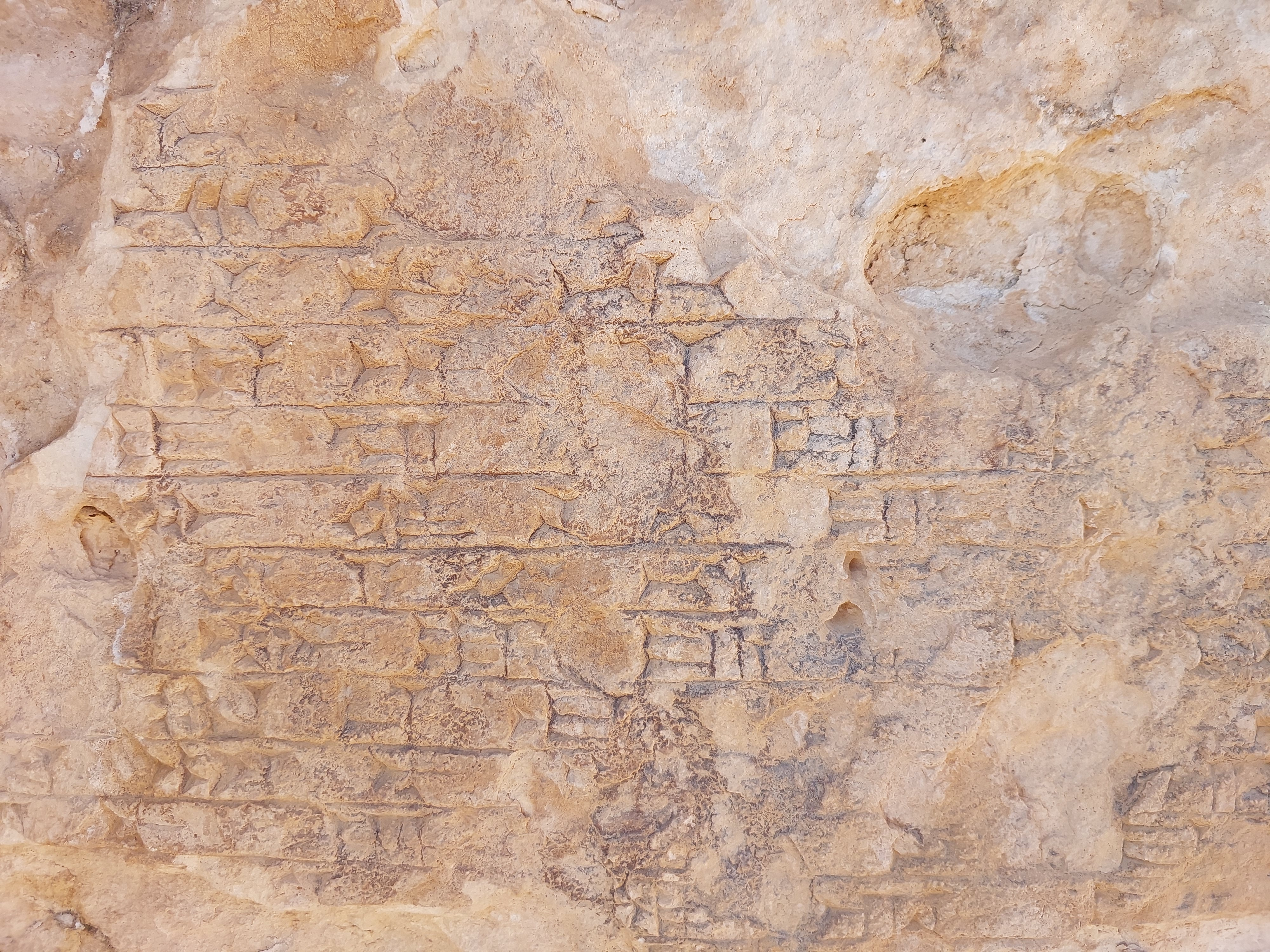
inscriptions cunéiformes a Khinis

Selon Langendorfer (2012), le Grand Relief du site est "la plus grande sculpture assyrienne unique qui existe, qui représente une paire de dieux assistée par la figure dupliquée du roi assyrien". Langendorfer note que dans les inscriptions du site, « Sennachérib met l'accent sur sa capacité technique ingénieuse à manipuler l'eau au profit de l'État assyrien, soit par l'irrigation créative du cœur assyrien et de la nouvelle capitale, soit par l'inondation et le nivellement destructeurs de Babylone ».
Austen Henry Layard a été le premier érudit occidental à décrire le site en 1853. Layard a déclaré que Khinnis avait été découvert par Simon Rouet, le consul français à Mossoul.

## Conservation
La Direction des antiquités de Dohuk gère actuellement le site, tandis que le projet archéologique Land of Nineveh de l'Université d'Udine enregistre les reliefs rocheux assyriens avec un scanner laser et des technologies de photogrammétrie numérique afin de développer un programme de protection et de gestion du site qui a pour objectif de supporter la candidature du site a l'inscription sur la liste du patrimoine mondial de l'UNESCO.
Le rapport de l'archéologue Isabella Finzi Contini de l'université de Udine conclut que l'état de conservation actuel très précaire des reliefs étudiés rend indispensable une action avec la plus grande urgence. Les archéologues soulignent que le traitement de conservation n'est pas suffisant pour garantir le futur des œuvres. En effet des actes de vandalisme et des destructions d'origine humaine se produisent toujours plus fréquemment. Les auteurs du rapport note que cette détérioration pourrait facilement être évitée grâce à un meilleur contrôle de l'accès a la zone par les autorités locales.